# Михалёво (Старая Купавна)
Михалёво — упразднённая деревня, располагавшаяся на территории Богородского городского округа Московской области России. В настоящее время входит в состав города Старая Купавна.

## География
Находилась в северо-восточной части области, в зоне хвойно-широколиственных лесов, на левом берегу реки Шаловки, к югу от автодороги М7, на расстоянии примерно 14 километров (по прямой) к западо-юго-западу от города Ногинска, административного центра округа.

### Климат
Климат характеризуется как умеренно континентальный, с умеренно холодной зимой и тёплым летом. Среднегодовая температура воздуха — +5,7 °C. Средняя температура воздуха самого холодного месяца (января) — −7,3 °C (абсолютный минимум — −45 °C), средняя температура самого тёплого (июля) — +20,1 °С (абсолютный максимум — +38,5 °C). Годовое количество атмосферных осадков — 560 мм, из которых около 70 % выпадает в период с апреля по октябрь.

## История
В «Списке населенных мест Московской губернии по сведениям 1859 года» населённый пункт упомянут как владельческое сельцо Богородского уезда, расположенное при реке Купавинке, в 16 верстах от уездного города. В сельце насчитывалось 13 дворов и проживало 115 человек (57 мужчин и 58 женщин).
По состоянию на 1913 год, в деревне Михалёво имелось 9 дворов. В административном отношении входило в состав Шаловской волости Богородского уезда.
По данным 1926 года в деревне насчитывалось 30 хозяйств (в том числе 25 крестьянских) и проживало 130 человек (58 мужчин и 72 женщины). Входила в состав Кутузовского сельсовета Васильевской волости Богородского уезда.